# Alfonsa de la Torre
Ildefonsa Teodora de la Torre y Rojas (Cuéllar, província de Segòvia, 4 d'abril de 1915 - Cuéllar, 19 d'abril de 1993), més coneguda com a Alfonsa de la Torre, va ser una poetessa, assagista i dramaturga espanyola pertanyent a la denominada Generació del 36. Va obtenir el Premi Nacional de Poesia l'any 1951 per la seva obra Oratorio de Sant Bernardino, un dels seus treballs més reconeguts.
La seva obra està caracteritzada per un clar misticisme i sobretot feminisme, corrents contraris a l'època en què va viure, per la qual cosa ha estat considerada una dona avançada al seu temps. A més de poetessa i dramaturga, va ser professora universitària i investigadora del Consell Superior d'Investigacions Científiques i de diverses fundacions nacionals i internacionals.

## Infància a La Tolla
Va néixer en la vila segoviana de Cuéllar el 4 d'abril de 1915 en el si d'una família nobiliària acomodada. El seu pare, Juan José de la Torre i Arocena, va ser un metge especialitzat en malalties cutànies, de família oriünda de Conca i de llarga trajectòria política en els partits liberals i republicans, en la qual va destacar el seu oncle Mariano de la Torre Ajero, que va ser alcalde de la ciutat de Segòvia. La seva mare, Laura de Rojas i Velázquez, procedia de les més importants famílies aristocràtiques de Cuéllar, explicant entre els seus ascendents als descobridors Gabriel de Rojas o Diego Velázquez de Cuéllar, dels qui havien heretat una gran fortuna composta entre altres béns pel palau de Pere I el Cruel.
Des dels tres als sis anys va patir una malaltia per la qual va perdre temporalment la visió, i per a la seva recuperació es van traslladar a la finca familiar, denominada La Tolla, situada als afores de la vila. La finca estava presidida per una gran casa d'estil modernista, i envoltada d'un extens terreny en el qual el pare de la família, gran col·leccionista, emmagatzemava una àmplia varietat de plantes i animals exòtics, des de paons fins a tigres. Allí ja va començar a dictar poemes a la seva mare perquè els recollís en paper, formant un conjunt que posteriorment va denominar Lekitos de una adolescente en el paraíso i que no va aconseguir publicar després de diversos intents.
Una vegada recuperada, va començar els seus estudis en el Col·legi de la Divina Pastora, on va formar un grup de teatre i va aprendre ball flamenc. Posteriorment es va traslladar a Segòvia per cursar el batxillerat en el Col·legi de San José, on va tenir per companys a Dionisio Ridruejo i Luis Felipe de Peñalosa.

## Etapa de formació
En finalitzar els seus estudis bàsics a Segòvia, es va traslladar a Valladolid i posteriorment a Madrid per cursar estudis de cultura i llengua italiana. L'any 1934 va rebre un dur cop en morir el seu germà petit, de tan sols 10 anys, fet pel qual va tornar a Cuéllar, visita que va repetir durant les vacances de 1936 on li va sorprendre l'inici de la Guerra Civil Espanyola. En la seva vila natal va passar els primers anys de la guerra, fins que va rebre del seu cercle d'amics la notícia de la publicació de la novel·la Nada, de Carmen Laforet, la qual cosa la va animar a tornar a Madrid i continuar els seus estudis.
Es va llicenciar en filologia romànica per la Universitat Complutense de Madrid, havent estat companya d'aules de Carmen Conde, Josefina Romo i Diana Ramírez de Arellano, i alumna de Dámaso Alonso, Pedro Salinas i Joaquín de Entrambasaguas. Es va doctorar finalment l'any 1944 amb premi extraordinari i el tema triat per a la seva tesi va ser l'obra de l'escriptora extremenya Carolina Coronado. Aquest mateix any es va traslladar a Portugal per estudiar llengua i literatura portuguesa a Lisboa i Coïmbra fins a l'any 1945, que va tornar per impartir classes en la Facultat de Filosofia i Lletres de Madrid en l'especialitat de Filologia Romànica.

## Última etapa de la seva vida
Durant l'última etapa de la seva vida va residir a Cuéllar, reclosa al costat de la seva parella Juanita en la seva finca de la Tolla. Gràcies a la considerable herència amb la qual explicava Alfonsa, ambdues es van dedicar exclusivament a la cultura, instruint-se en la pintura europea i llegint de la biblioteca privada de més de 6.000 volums. Va seguir mantenint contacte amb els seus amics dels àmbits artístic i literari, entre els quals van destacar Juan Ramón Jiménez i León Felipe, els qui a través de la correspondència van mantenir a la parella al tant de la vida cultural del país.
Va ser una persona de gran misticisme, com va manifestar en la seva obra. Creia en la reencarnació, i considerava haver estat en una altra vida professora a l'Escola d'Alexandria, i es recordava a si mateixa estudiant en la seva famosa biblioteca, i fins i tot haver presenciat l'entrada d'Alexandre el Gran a la ciutat. El relat d'aquest tipus d'històries en el seu cercle va portar a la seva amiga Menchu Gal a retratar-la amb vestits i ornaments egipcis. Els seus últims anys els va viure gairebé obsessionada amb el tarot i les ciències ocultes, i la seva casa estava repleta d'objectes esotèrics. Entre les seves prediccions més cridaneres, es troba el vaticini de la gran nevada que es va registrar el dia de la seva mort, ocorreguda el 19 d'abril de 1993, després d'haver iniciat els tràmits per instaurar en el seu palau de Pere I una fundació que portés el seu nom i guardés la seva obra i col·lecció d'art, que finalment no va arribar a realitzar-se.

## Obra
Alguns crítics han titllat la seva poesia de minoritària i erudita, perquè, arrelada en els corrents vius de la lírica popular i de l'observació directa, no encaixa en cap dels ismes de moda, ni s'avé amb cap bandera. La seva dificultat i raresa provenen, tal vegada, d'una vasta cultura de la qual se'n serveix de manera lliure, gairebé salvatge, tant de mètrica i de rima, com de vocabulari, característiques totes elles que l'empenyen a aconseguir en cada nou intent, revolucionàries innovacions i audaços assoliments, no sospitats fins ara en la creació poètica. El seu estil és clàssic, degut al rigor formal i una certa inclinació culturalista, però els temes que aborda són molt poc corrents en la lírica d'aquells anys.
La seva obra es caracteritza per problematitzar la realitat de la dona, mitjançant models femenins molt allunyats del convencional de l'època i que inclouen l'homosexualitat.
Diversos intel·lectuals de l'època van lloar la seva obra, com Gregorio Marañón, que va assegurar que molts dels versos de Alfonsa mai els oblidaria; un gran poeta, acadèmic i crític literari, Gerardo Diego, la va denominar en el diari ABC com a "Ardiente y sublimada doctora de nuestra mejor poesía" i Francisco Javier Martín Abril en un article sobre Santa Teresa: "Si a mí me preguntasen por una poetisa española de hoy, yo contestaría Alfonsa de la Torre. Si a mí me preguntasen por una poetisa española de ayer, Teresa de Jesús, Santa Teresa".
Va rebre el Premi Nacional de Literatura en 1951. Els qui llavors iniciaven la seva aventura artística i literària a Segòvia, recitaven de memòria els versos d'Alfonsa.

### Poesia
Va publicar diverses obres de poesia:
- Egloga (Madrid, 1943, Editorial Hispànica) va inspirar la seva primera obra en els paratges de la seva terra: els pollancres del Cerquilla, la campana del monestir de Santa Clara, l'església de Santa María de la Cuesta, i altres. Va ser rebuda per la crítica amb admiració i entusiasme.
- Maya (1944), poema líric religiós dedicat a la Verge.
- Oda a la reina de Iran (Madrid, 1948), poema compost en lloança a la reina Fawzia d'Egipte.
- Canción de la muchacha que caminaba a través del viento (Madrid, 1949), llarg poema que a l'any següent va ser incorporat al llibre Oratorio de San Bernardino.
- Oratorio de San Bernardino (Madrid, 1950), obra que compon en una de les seves estades a Itàlia, terra que adorava. La crítica, no solament la d'Espanya, la proclama una de les veus més importants del moment i les mostres de reconeixement cap a la seva obra són nombroses. María Romano Colangeli li dedica un estudi laudatori titulat “Irrumpieron los ángeles”. Va ser qualificada pel poeta Adriano del Valle com "el más importante libro de poemas aparecido en los últimos cincuenta años". La seva lectura va fer exclamar al doctor Gregorio Marañón "Extraordinario Oratorio ¡Qué magnífica, profunda y delicada poesía! Muchos de estos versos ya no se me olvidarán, mientras viva". Aquesta obra la va merèixer el Premi Nacional de Literatura de l'any 1951.
- Epitalamio a Fabiola (1960), poema que ofereix a Fabiola de Mora y Aragón com a regal de casament amb Balduí I de Bèlgica.
- Letania y Ronda de las Sorores Mysticas ante el Horno Alquímico, llibre en el qual demostra que la seva poesia naixia de la naturalesa, de la seva terra de Cuéllar, terra que utilitza com a plataforma per a una poesia d'elevació i de "sortida de si mateixa", entrant al món esotèric i alquímic.
- Plazuela de las obediencias (Madrid, 1969), amb aquest llibre posa fi a les seves publicacions poètiques, rebent tants elogis com els anteriors.
- Celdas para aparcar azucenas azules (Madrid, 1973), conte guardonat amb el Premi "Hucha de Plata" en el VIII Concurs de contes ""Hucha de Oro" patrocinat per la Confederació de Caixes d'Estalvis, publicat en el llibre La Vuelta y 19 cuentos más. Dipòsit Legal: B 934 1974, ISBN 84-7231-122-8.

### Altres gèneres
Es va atrevir amb el teatre, escrivint La Desenterrada, peça que comença a assajar-se al teatre María Guerrero de Madrid però l'excés d'originalitat i atreviment, per a aquells anys, aconsellen la seva suspensió.
També va publicar un estudi: El habla de Cuéllar (1951) BRAE, vol. 31; on analitza amb deteniment les peculiaritats en la parla que tenen els habitants de Cuéllar, manifestant que el seu vocabulari és ric, variat i que moltes paraules no han estat recollides pels lingüistes. Segons ella hi ha influència lleonesa, mossàrab i alguns americanismes, importació potser dels cuellarans que van anar a Amèrica durant el seu descobriment i posterior colonització, com poden ser els vocables quinchar, quinchón...
Humanista, culta i inquieta, va tocar altres gèneres literaris amb èxit; com l'assaig, entre els quals destaquen el brillant treball abans citat, i ampliat després, sobre Carolina Coronado, i un altre – no menys exhaustiu - sobre la pintora portuguesa Josefa de Óbidos (Josefa d'Ayala), amb ajuda de la Fundació Gulbenkian, la qual cosa origina el trasllat durant anys, de la seva residència a Lisboa.
“Y Dios me repetía
que ese nombre era el mío
que me llamaba Alondra,
pero yo bien sabía que me llamaba Alfonsa...”.
(Alfonsa de la Torre)